# Escuela moderna de ajedrez
En ajedrez se llama escuela moderna, o escuela clásica, a la que surgió en la década de 1860 de la mano de Steinitz, que dio lugar a una auténtica revolución del ajedrez al sistematizar el juego de posición. Sus nuevos conceptos influyeron decisivamente en el desarrollo de la técnica ajedrecística, hasta la actualidad. A partir de Steinitz, todos los jugadores posteriores, incluso los más reacios, terminaron aceptando estos principios por la sencilla razón de que, al margen de exageraciones, eran verdaderos. A finales del siglo XIX, los maestros que habían asumido sus presupuestos superaban con facilidad a los mejores jugadores que se empeñaban es seguir jugando al estilo romántico.
Steinitz no fue un gran pedagogo, y escribió poco. Su influencia la marcó a través de sus partidas, que causaron sensación y fueron meticulosamente analizadas. Quien realmente formuló y divulgó los principios con los que jugaba Steinitz fue Siegbert Tarrasch. Una de las mentes más agudas y científicas del ajedrez.
A partir de la publicación de la obra de Tarrasch «Die moderne Schachapartie» (El ajedrez moderno) en 1912, los fundamentos posicionales descubiertos por Steinitz se hacen de dominio público; y ya no bastará con conocerlos para poder ganar. Así pues, la escuela Moderna comienza con Steinitz, culmina con Tarrasch y abarca una generación de ajedrecistas que actúan en los últimos veinte años del siglo XIX y la primera década del XX. Son jugadores que aplican estrictamente los principios de Steinitz, aunque son jugadores muy diferentes entre sí.
El máximo representante de la escuela Moderna es Emmanuel Lasker. Tarrasch y Karl Schlechter fueron según los casos eclécticos y ortodoxos. Pillsbury y Marshall fueron grandes jugadores de ataque; mientras que Géza Maróczy lo fue de la defensa. Chigorín y Spielmann fueron neorrománticos, que añoraban el estilo de juego de Morphy, pero no podían desatender los principios modernos.
Los principios de la escuela Moderna son muchos. Algunos de los más importantes son: el control del centro, valor de la defensa, superioridad de los alfiles sobre los caballos, importancia del desarrollo en la apertura, explotación de los puntos fuertes y defensa de los débiles, etc. Se trata de colocar las piezas en la mejor posición posible para que ataquen tanto como defienden. El estilo fue tildado de dar partidas frías y sosas, pero se impuso por la sencilla razón de que quienes jugaban sin atender a estos principios perdían sistemáticamente.